# Mailhoc
Mailhoc település Franciaországban, Tarn megyében. Lakosainak száma 309 fő (2022. január 1.). Mailhoc Virac, Cagnac-les-Mines, Castanet, Labastide-Gabausse, Taïx, Villeneuve-sur-Vère és Sainte-Croix községekkel határos.

## Népesség
A település népességének változása:
| Lakosok száma | 255  | 273  | 290  | 300  | 307  | 319  | 320  | 315  | 309  |
|               | 2013 | 2015 | 2016 | 2017 | 2018 | 2019 | 2020 | 2021 | 2022 |